# Saar-Spektakel

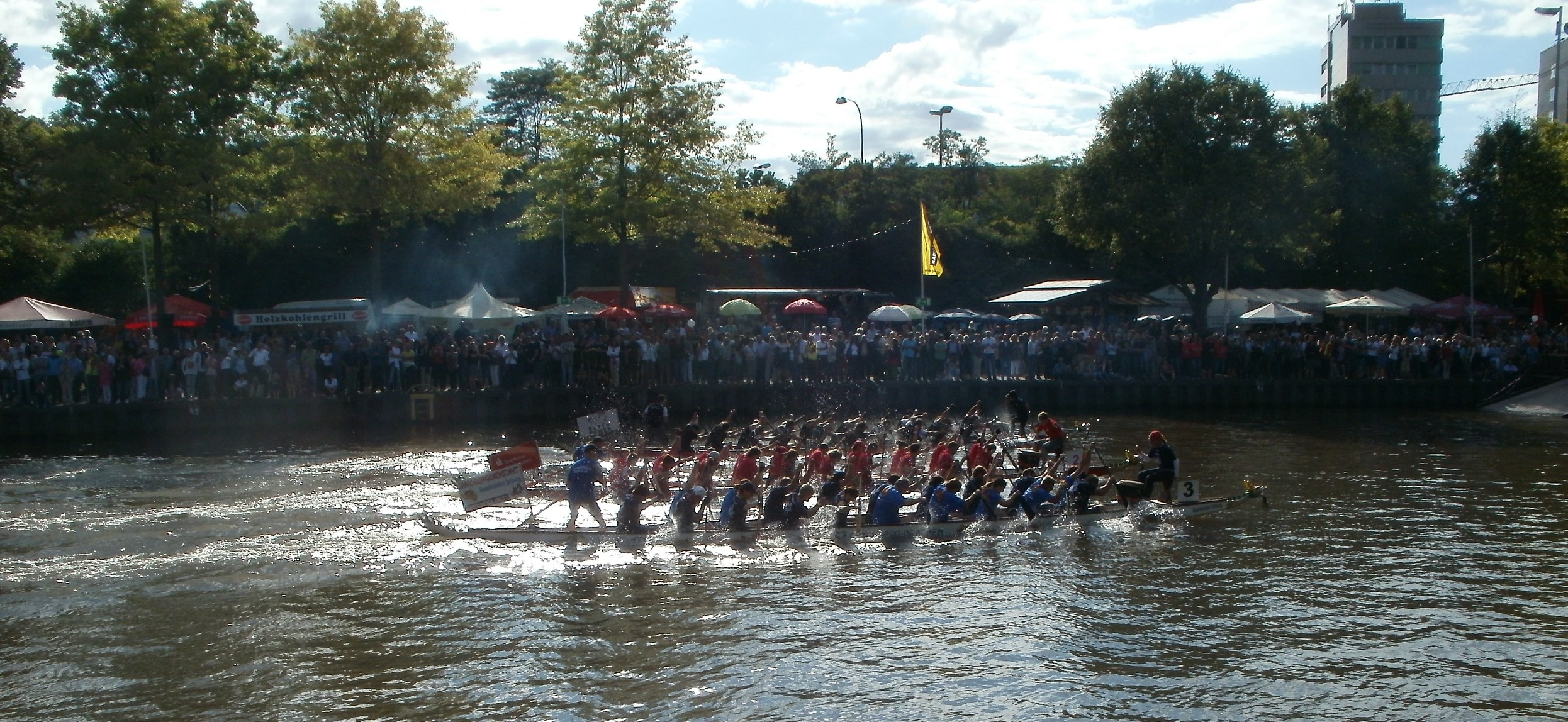
Drachenbootrennen beim Saar-Spektakel

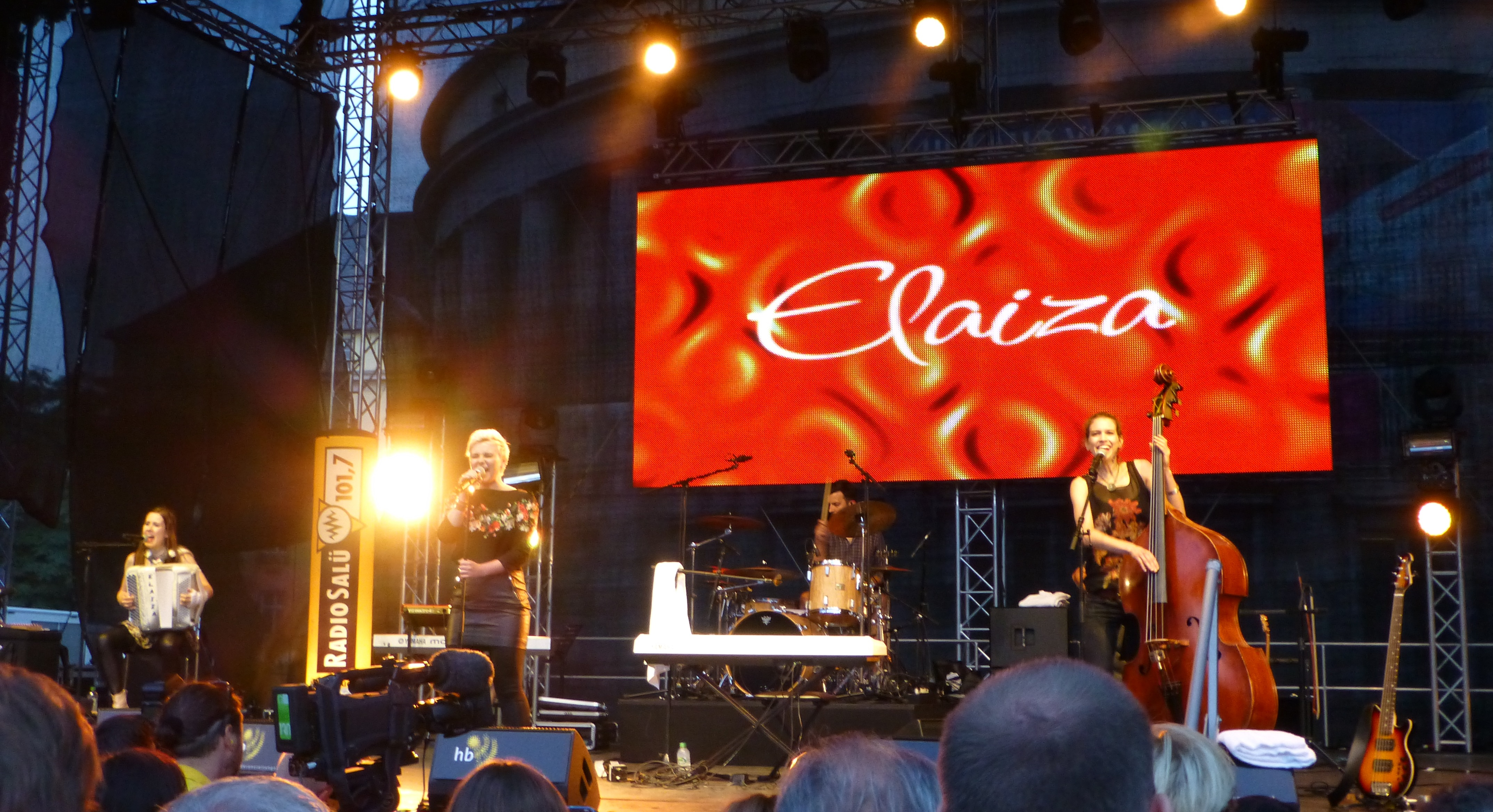
Die Band Elaiza auf der Bühne

Das Saar-Spektakel ist ein dreitägiges Volksfest in der saarländischen Landeshauptstadt Saarbrücken. Das Fest wird in und an beiden Ufern der Saar in Saarbrücken-Zentrum zwischen der Wilhelm-Heinrich-Brücke und der Bismarckbrücke abgehalten. Es findet seit 2023 zweijährlich im August statt und zieht etwa 300.000 Besucher an.

## Geschichte
Bereits ab 1926 gab es an der Daarler Brücke ein Strandfest, welches um das zentrale Schwimmschiff des Schwimmvereins 08 verschiedene Wasserspiele anbot. Es konnte etwa 10.000 Besucher anziehen und wurde 1956 letztmals abgehalten.
Das heutige Saar-Spektakel wurde 1999 zur 1.000-Jahres-Feier der Stadt Saarbrücken erstmals abgehalten. Es wurden etwa 120.000 Besucher gezählt. Aufgrund der positiven Resonanz beschloss die Stadt Saarbrücken eine Fortführung.
Im Dezember 2022 wurde bekanntgegeben, dass das Saar-Spektakel ab 2023 zwecks Sparmaßnahmen, statt wie bisher jährlich, nur noch zweijährlich veranstaltet wird.

## Aktionen
Aushängeschild des Festes sind Aktivitäten rund um den Wassersport. Hier agieren mehr als 20 Wassersportvereine und bis zu 500 ehrenamtlich Tätige. Es werden Achter- und Drachenbootrennen, Gerätetauchen, Fackelschwimmen, Schiffsrundfahrten und Ausstellungen von Wasserfahrzeugen angeboten.
Auf den Arealen Tbilisser Platz vorm Staatstheater, Saarwiesen und am Saarkran stehen Bühnen mit überwiegend kommerzieller Musik- und Showunterhaltung bereit. Aufgetreten sind bisher Künstler wie Nena, DJ BoBo, Blue, Lou Bega, Guildo Horn, No Angels, US5 und diverse Deutschland sucht den Superstar-Teilnehmer.